# Helegonatopus dimorphus
Helegonatopus dimorphus är en stekelart som först beskrevs av Hoffer 1954.  Helegonatopus dimorphus ingår i släktet Helegonatopus och familjen sköldlussteklar. Arten är reproducerande i Sverige. Inga underarter finns listade i Catalogue of Life.